# ㅛ
ㅛ – samogłoska należąca do grupy pisma hangul, do oznaczenia samogłoski półotwartej podniebiennej dźwięcznej i półprzymkniętej tylnej zaokrąglonej [jo]. Według transkrypcji McCune’a-Reischauera samogłoska brzmi "yo".

## Pismo

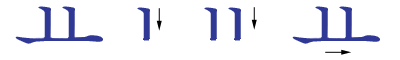
Kolejność stawiania kresek